# Zetekia gemmulosa
Zetekia gemmulosa is een slakkensoort uit de familie van de Columbellidae. De wetenschappelijke naam van de soort is voor het eerst geldig gepubliceerd in 1852 door Adams C. B..